# Veerle Bakker
Veerle Bakker (* 29. September 1997 in Amersfoort) ist eine niederländische Leichtathletin, die im Langstreckenlauf sowie im Hindernislauf an den Start geht.

## Sportliche Laufbahn
Erste internationale Erfahrungen sammelte Veerle Bakker beim Europäischen Olympischen Jugendfestival (EYOF) 2013 in Utrecht, bei dem sie in 6:56,78 min die Silbermedaille über 2000 m Hindernis gewann. 2015 belegte sie bei den Junioreneuropameisterschaften in Eskilstuna in 10:34,24 min den vierten Platz über 3000 m Hindernis und im Dezember gelangte sie bei den Crosslauf-Europameisterschaften in Hyères mit 14:51 min auf Rang 68 im U20-Rennen. Im Jahr darauf wurde sie bei den Crosslauf-Europameisterschaften 2016 in Chia nach 13:25 min 13. im U20-Rennen und gewann in der Teamwertung die Bronzemedaille. 2017 belegte sie bei den U23-Europameisterschaften in Bydgoszcz in 10:43,10 min den 15. Platz im Hindernislauf und gelangte anschließend bei der Sommer-Universiade in Taipeh mit 10:29,65 min auf Rang zwölf. Seit 2021 studiert sie an der University of Portland und 2022 wurde sie bei den Crosslauf-Europameisterschaften in Turin nach 27:34 min Zehnte im Einzelrennen. 2023 belegte sie bei den World University Games in Chengdu in 10:15,97 min den neunten Platz im Hindernislauf und im Dezember wurde sie bei den Crosslauf-Europameisterschaften in Brüssel nach 37:09 min 37. im Einzelrennen. Zudem belegte sie bei der 1. Liga der Team-Europameisterschaft im Rahmen der Europaspiele in Chorzów in 10:02,87 min den achten Platz über 3000 m Hindernis. Im Jahr darauf wurde sie bei den Europameisterschaften in Rom in 33:07,14 min 18. über 10.000 Meter und im Dezember landete sie bei den Crosslauf-Europameisterschaften in Antalya nach 27:25 min auf dem 43. Platz im Einzelbewerb. 2025 verpasste sie bei den Halleneuropameisterschaften in Apeldoorn mit 9:09,21 min den Finaleinzug über 3000 Meter. Im April landete sie bei den Straßenlauf-Europameisterschaften in Löwen nach 33:27 min auf dem 46. Platz über 10 km.
In den Jahren 2014 und 2016 sowie von 2022 bis 2024 wurde Bakker niederländische Meisterin im 3000-Meter-Hindernislauf.

## Persönliche Bestleistungen
- 3000 Meter: 9:11,90 min, 11. Februar 2022 in Seattle
  - 3000 Meter (Halle): 8:58,09 min, 15. Februar 2025 in Lyon
- 5000 Meter: 15:31,81 min, 6. Juli 2024 in Maisons-Laffitte
- 10.000 Meter: 32:36,64 min, 18. Mai 2024 in Nijmegen
- 10-km-Straßenlauf: 33:13 min, 11, Februar 2024 in Schoorl
- 2000 m Hindernis: 6:13,19 min, 1. September 2024 in Berlin (nationale Bestleistung)
- 3000 m Hindernis: 9:45,19 min, 11. Mai 2024 in Karlsruhe